# イタリアにおける闘争
『イタリアにおける闘争』（ - とうそう、伊語 Lotte in Italia）は、ジャン＝リュック・ゴダール、ジャン＝ピエール・ゴランらが「ジガ・ヴェルトフ集団」名義で1969年（昭和44年）12月に匿名製作した、約1時間の映画である。

## 概要
1969年12月、本作は基本的にはフランス・パリ市内で撮影された。RAI（イタリア放送協会）のために製作したが、完成後、同局は納品拒否した。
4部構成。第1部は、革命運動に参加するマルクス主義者の女子大生パオラ・タヴィアーニ（クリスチャーナ・トゥリオ・アルタン）を提示、第2部は、自らの具体的状況を具体的に分析することで、「私」という存在の社会的矛盾を発見することだと語り、第3部は、第1部と第2部とを検証すること、第4部は、テレビに出て、自分について語ることになるパオラの話である。
本作で、女子大生パオラ・タヴィアーニ役で主演したクリスチャーナ・トゥリオ・アルタンは、「ジガ・ヴェルトフ集団」と行動をともにし、『東風』、『万事快調』に出演したが、同集団解散後は編集助手に転向、1975年、『東風』にも出演しているグラウベル・ローシャ監督の『クラロ』で編集技師となり、その後は編集畑を歩んだ。パオロ・ポゼッシは、前年の1968年にオムニバス映画『愛と怒り』のゴダール篇『放蕩息子たちの出発と帰還』に出演した後、『東風』と本作に出演した後、イタリア放送協会でテレビ映画の脚本を書いた。ジェローム・アンスタンは1980年代に録音技師に転向した。

## スタッフ・キャスト
- 監督・脚本・撮影・編集 : ジガ・ヴェルトフ集団
- 出演 :

クリスチャーナ・トゥリオ・アルタン （パオラ・タヴィアーニ役）
パオロ・ポゼッシ （父、警官等の声）
ジェローム・アンスタン （若者役）
アンヌ・ヴィアゼムスキー （店の従業員）
- 製作会社 : コスモセイオン、アヌーシュカ・フィルム
- フォーマット : イーストマンカラー、16ミリフィルム

## 関連事項
- ジャン＝リュック・ゴダール監督作品一覧
- ジガ・ヴェルトフ集団

## 註
1. ↑  fr:Lotte in Italiaの記述を参照。
2. ↑  キネマ旬報映画データベース内の「イタリアにおける闘争」の記述を参照。